# Christelle Cornil
Christelle Cornil (Brussel, 28 augustus 1977) is een Belgisch actrice.

## Biografie
Christelle Cornil werd in 1977 geboren in Brussel en volgde van 1996 tot 1997 lessen acrobatiek, zang, dans en voordracht aan het Institut des arts de diffusion. Ze volgde van 1997 tot 2000 lessen aan het Koninklijk Conservatorium van Bergen, waar ze de eerste prijs voor voordracht won. Ten slotte volgde Cornil opleiding als actrice aan het Koninklijk Conservatorium van Brussel. In 2011 won ze de Magritte voor beste actrice in een bijrol.

## Filmografie
Exclusief kortfilms en televisie
- 2016: Au nom de ma fille - Cécile
- 2016: Les Visiteurs: La Révolution - Simone Marat
- 2016: Vendeur - la cliente retorse
- 2016: La Fille inconnue - de moeder van Bryan
- 2016: Rupture pour tous - Olivia
- 2015 : Le Grand Partage - Gaëlle
- 2014: Mea culpa controleur op de TGV
- 2014: Une promesse' - postbeambte
- 2014: Deux jours, une nuit - Anne
- 2014: Johnny Walker - Marie
- 2014: Jacques a vu - Lara
- 2013: Landes - Juliette
- 2013: Les Conquérants - Agnès
- 2013: De toutes nos forces - Isabelle
- 2012: Couleur de peau : miel - adoptiemoeder van Jung
- 2012: Elles
- 2012: Histoire belge - verpleegster
- 2012: Le Monde à l'envers - la Morano
- 2012: Mr. Morgan's Last Love - bakkerin
- 2012: Sur la piste du Marsupilami - cameravrouw van Dan
- 2011: Au cul du loup - Christina
- 2011: Let My People Go! - Léa
- 2010: Illégal - Lieve
- 2010: La Rafle - Jacqueline
- 2010: Les Meilleurs Amis du monde - collega van Mathilde
- 2010: Sans laisser de traces - Laurence
- 2009: Julie & Julia – vrouw van de bakker
- 2009: Menteur - Anne
- 2009: Mr. Nobody - verpleegster
- 2009: My Queen Karo - Anne Clare
- 2009: OSS 117 : Rio ne répond plus - juffrouw Ledentu
- 2009: Sœur Sourire - sœur Christine
- 2008: La Guerre des miss – tweede kandidate
- 2007: Cowboy - la puéricultrice
- 2006: Comme tout le monde - Sandrine
- 2000: Le Vélo de Ghislain Lambert - Babette

## Prijzen en nominaties
De belangrijkste:
| Jaar | Prijs    | Categorie                   | Film                 | Uitslag     |
| ---- | -------- | --------------------------- | -------------------- | ----------- |
| 2016 | Magritte | Beste actrice               | Jacques a vu         | Genomineerd |
| 2015 | Magritte | Beste actrice in een bijrol | Deux jours, une nuit | Genomineerd |
| 2014 | Magritte | Beste actrice in een bijrol | Landes               | Genomineerd |
| 2013 | Magritte | Beste actrice               | Au cul du loup       | Genomineerd |
| 2011 | Magritte | Beste actrice in een bijrol | Illégal              | Gewonnen    |